# William Gurnall
William Gurnall (1616 -12 octombrie 1679) a fost un autor englez și cleric născut la King Lynn, Norfolk, unde a fost botezat la 17 noiembrie 1616.
A fost educat la școala de gramatică liberă din orașul natal, iar în 1631 a fost nominalizat la bursa Lynn la Emmanuel College, Cambridge, unde a absolvit BA în 1635 și MA în 1639. A fost rector la St Peter and St Paul's Church, Lavenham în Suffolk în 1644.
La restaurație a semnat declarația cerută de Actul de Uniformitate, 1662, din această cauză a fost obiectul unei atac calomnios, publicat în 1665, intitulat Covenant-Renouncers Desperate Apostates.

## Lucrări
- The Christian in Complete Armour (Creștinul în armură completă), Diggory Press, ISBN 978-1-84685-795-9
- Gurnall, William. The Christian in Complete Armour. Banner of Truth Trust. ISBN 0-85151-196-1.
- The Christian's Labour and Reward
- " The Christian in Complete Armour", Daily readings in Spiritual Warfare, Edited by James S Bell, Jr. Moody Publishers, ISBN 978-0-8024-1177-8